# Ljusan, Malax
Ljusan är en ö i Finland. Den ligger i Norra kvarken och i kommunen Malax i den ekonomiska regionen  Vasa i landskapet Österbotten, i den västra delen av landet. Ön ligger omkring 45 kilometer väster om Vasa och omkring 400 kilometer nordväst om Helsingfors.
Öns area är 12,9 hektar och dess största längd är 0,6 kilometer i sydväst-nordöstlig riktning.